# When the Party's Over (film)
When the Party's Over is een Amerikaanse film uit 1992 geregisseerd door Matthew Irmas. De hoofdrollen worden vertolkt door Rae Dawn Chong en Sandra Bullock.

## Verhaal
In Los Angeles delen de vier vrienden MJ, Frankie, Amanda en de homoseksuele Banks een huis. M.J. focust zich op haar carrière en haar persoonlijk leven is een ramp. Frankie is een sociale werkster, Amanda een schilderes, Banks een ongelukkige acteur. Frankie wordt verliefd op Taylor maar hij slaapt met M.J.. Hun vriendschap komt sterk onder druk.

## Rolverdeling
| Acteur             | Personage   |
| ------------------ | ----------- |
| Rae Dawn Chong     | M.J.        |
| Sandra Bullock     | Amanda      |
| Kris Kamm          | Banks       |
| Elizabeth Berridge | Frankie     |
| Brian McNamara     | Taylor      |
| Paul Johansson     | Henry       |
| Michael Landes     | Willie      |
| Max Kamins         | Mr. Solomon |
| Norm Skaggs        | Stuart      |
| Raymond Cruz       | Mario       |